# 海蛄蝦
海蛄蝦是多種棲息於海底泥沙、類蝦形的甲殼類動物的總稱。
這些物種本來曾放在十足目腹胚亞目之下的「海蛄蝦下目」，但這個分類現時已棄用，因為研究顯示原來在這個下目之下的物種，其實分別來自兩條不同的演化路徑，也就是今日取代這個下目的Gebiidea和Axiidea。

## 分類
- 甲蝦下目（英语：Axiidea） Axiidea：又名阿蛄虾下目[3]
- 螻蛄蝦下目（英语：Gebiidea） Gebiidea[3]

甲蝦下目與蝼蛄虾下目是從原來的海蛄蝦下目（Thalassinidea）分拆出來的，原來是海蛄蝦的總科。
- 海蛄蝦總科 Thalassinoidea
  - 海蛄蝦科 Thalassinidae
- 美人蝦總科 Callianassoidea
  - 美人蝦科 (玉蝦科) Callianassidae
  - 拟玉蝦科 Callianideidae
  - Ctenochelidae
  - 泥蝦科 Laomediidae
  - Thomassiniidae
  - 螻蛄蝦科 Upogebiidae
- 甲蝦總科 Axioidea
  - 甲蝦科 Axiidae
  - Calocarididae
  - Micheleidae
  - Strahlaxiidae